# Інґер Енґберґ
Інґер Енґберґ (дан. Inger Engberg; нар. 29 жовтня 1923 — пом. 27 травня 2017)  — данський спортивний діяч і політик.
Енґберґ активно займалася спортом, скаутським рухом, соціальними службами та політикою. Вона також була членом Sct. Georgs Gilderne з 6 березня 1997 року до березня 1999 року та членом низки інших організацій у Данії.
З 1970 по 1978 рік Інґер була членом міської ради муніципалітету Брондбю.